# Sakura taisen (videogioco)
Sakura taisen (サクラ大戦?) è un videogioco originariamente pubblicato per Sega Saturn nel 1996 sviluppato e pubblicato dalla SEGA e licenziato dalla Red Entertainment.
Questo titolo è il primo di una lunga serie di franchising legato a Sakura Wars, fatto di altri videogiochi, anime, manga e light novel.
Il gioco è stato in seguito convertito per Sega Saturn, Sega Dreamcast, Microsoft Windows, PlayStation 2, PlayStation Portable e Telefono cellulare. Alla versione per PlayStation 2 è stato aggiunto il sottotitolo "In Hot Blood".
In seguito questo videogioco è stato inserito nelle raccolte Sakura taisen complete box, Sakura taisen 1&2, e Sakura taisen premium edition.

## Trama
In un inizio secolo giapponese alternativo, l'unico ed ultimo baluardo dell'umanità contro le forze del male è rappresentato da uno speciale corpo dell'esercito, chiamato Flower Division. Questo corpo è costituito da un esiguo gruppo di giovani donne dotate di una particolare energia psichica, che le rende gli unici elementi in grado di pilotare delle particolari armature. A comandare il gruppo, c'è Ichirō Ōgami, giovane ufficiale appena arruolato, unico maschio ad avere un altissimo livello di potere spirituale.

## Personaggi
Protagonista
- Ichirō Ōgami (大神 一郎?, Ōgami Ichirō)

Hanagumi (Flower Division)
- Sakura Shinguji (真宮寺 さくら?, Shinguji Sakura)
- Sumire Kanzaki (神崎 すみれ?, Kanzaki Sumire)
- Maria Tachibana (マリア・タチバナ?, Maria Tachibana)
- Iris Chateaubriand (イリス・シャトーブリアン (アイリス)?, Irisu Shatōburian (Airisu))
- Ri Kōran (李 紅蘭?, Ri Kōran)
- Kanna Kirishima (桐島 カンナ?, Kirishima Kanna)
- Orihime Soletta (ソレッタ・織姫?, Soretta Orihime)
- Leni Milchstraße (レニ・ミルヒシュトラーセ?, Reni Miruhishutorāse)

## Modalità di gioco
La storia del videogioco è raccontata in forma di singoli episodi, ognuno dotato del proprio eyecatch, e dell'anteprima dell'episodio seguente, nel tentativo di ricreare la sensazione di trovarsi di fronte ad un anime televisivo. Per l'economia del gioco l'eyecatch ha lo scopo di salvare i progressi del giocatore, e fungere da separatore fra due diverse modalità di gioco.

### Modalità avventura
La modalità avventura permette al giocatore di controllare il leader della squadra di assalto che segue il gioco. In questo modo, visitando alcune location all'interno di edifici o città, si può interagire con vari personaggi, attraverso il sistema conosciuto come Live Interactive Picture System (LIPS). LIPS permette al giocatore in determinate situazioni di scegliere fra risposte multiple, oppure non prendere affatto una decisione, facendo aumentare o diminuire la fiducia nei confronti del personaggio con cui si sta interagendo. Nel corso del gioco questi punti faranno progredire le relazioni fra i personaggi ed influenzeranno la sequenza finale del gioco.

### Modalità battaglia
La modalità battaglia in Sakura Taisen è molto simile a quella dei videogiochi di ruolo. I combattimenti sono gestiti a turni, ed il giocatore comanda le mosse del gruppo di assalto, potendo far agire soltanto due personaggi ad ogni turno. Questo sistema è conosciuto come Active and Real-time Machine System (ARMS). Durante i combattimenti grande influenza anche hanno i punti fiducia. Infatti un personaggio avrà migliore efficacia in combattimento, se ha acquisito molti punti fiducia nei confronti del proprio comandante (il giocatore). Se durante una battaglia uno dei membri della squadra di assalto viene sconfitto, questa verrà rimossa dal campo di combattimento, e si perderanno punti fiducia nei suoi confronti.

### Un lungo giorno
"Un lungo giorno" è una opzione del menù iniziale, tramite il quale al giocatore è permesso avere accesso a tutti i filmati o i mini-giochi in cui si è imbattuto durante il gioco, fino al punto a cui risale l'ultimo salvataggio.